# 神山町立広野小学校
神山町立広野小学校（かみやまちょうりつ ひろのしょうがっこう）は、徳島県名西郡神山町阿野字広野にある公立小学校。

## 沿革
- 1875年 - 広野東尋常小学校・広野西尋常小学校を創立。
- 1901年 - 広野東尋常小学校・広野西尋常小学校を統合し広野尋常小学校と改称。
- 1947年 - 阿野村広野小学校と改称。
- 1955年 - 町村合併のため徳島県名西郡神山町広野小学校となる。

## 校歌
- 作詞: 大槻貞一
- 作曲: 土屋金平

## 通学区域が隣接している学校
- 神山町立神領小学校
- 徳島市入田小学校
- 石井町立石井小学校
- 石井町立浦庄小学校
- 吉野川市立牛島小学校
- 吉野川市立森山小学校

以下の学校と隣接しているかは不明。
- 吉野川市立飯尾敷地小学校
- 吉野川市立高越小学校
- 佐那河内村立佐那河内小学校
- 徳島市一宮小学校